# فاشرا
بریونیا (نام علمی: Bryonia) نام یک سرده از تیره کدوییان است.
این گیاه بومی اوراسیای غربی و مناطق اطراف آن مانند شمال آفریقا، جزایر قناری و جنوب آسیا است.

## توصیف و بوم شناسی
بریونیا از گیاهان چندساله، پیچکی و بالاروند، تک پایه یا دوپایه است. برگ‌هایی پهن همانند انگور و میوه‌های قرمز کوچک خوشه‌ای دارد.

## در ایران
در ایران از این گیاه به نام فاشرا، هزارافشان، هزارجشان، ماردارو یا کرم دشتی نیز یاد می‌شود. در طب سنتی ایران و یونان باستان برای این گیاه خواص دارویی قائل بودند از جمله پاک‌کننده و لطیف‌کننده و خشک‌کننده و گرم‌کننده معده و مقوی آن و برای رفع صرع و گرفتگی‌های مجاری و فلج و سستی و بی حسی اعضاء و فراموشی مصرف فراوان دارد.(منبع:کتاب مخزن الادویه، تألیف مرحوم سید محمد حسین عقیلی علوی خراسانی شیرازی)

## در تاریخ
بنابه آثار رابرت گریوز که داستان‌های خود را از تاریخ استناد کرده‌است. امپراتور روم باستان، تبریوس کلودیوس سزار آگوستوس ژرمانیکوس، برای رفع مشکلات حواس پرتی و دردهای شکمی خود طبق نظر پزشکان خود از این گیاه بهره می برده است.(منبع:کتاب خدایگان کلودیوس تألیف رابرت گریوز ترجمه فریدون مجلسی)